# 弘农县
弘农县，中国河南省的古县名。
西汉元鼎三年（前114年），因迁函谷关于新安，于故关地置弘农县，县因弘农涧而得名，属京兆尹。元鼎四年（前113年），置弘农郡，与弘农县合治。新莽时，弘农郡改为右队，领弘农县。东汉时复名弘农郡，为避汉灵帝刘弘讳，改“弘农郡”为“恒农郡”。西晋复名。
南北朝时，弘农郡县属北魏。太和十一年（487年），移弘农郡于陕城；为避献文帝拓跋弘讳，郡县均改名“恒农”。隋朝大业三年（607年）复置弘农郡，与弘农县合治。唐朝贞观（634年）八年，移虢郡治于弘农县，同时废弘农郡。北宋建隆初年，弘农县改称常农县，至道三年（997年），常农县改为虢略县，与虢州合治。
弘农县是中国古代汉朝至北宋期间长期设置的县份，始终为治所，但是其所在地有迁移。汉武帝置弘农郡时，在函谷关边置县为郡治，亦名弘农，是弘农县之始。位置在今天河南省三门峡市灵宝市东北黄河沿岸。隋朝时，弘农郡范围缩小，失去了黄河沿岸的辖区，弘农县名称虽然保留，却也因此向西南迁移到了今天灵宝市中心地区。此后，弘农县因各種避諱曾有“恒农”、“常农”等名称，直至虢州之名而改称“虢略”，从此失去“弘农”之名。